# 安东尼奥·马斯卡雷尼亚斯·蒙特罗
安东尼奥·曼努埃尔·马斯卡雷尼亚斯·戈梅斯·蒙特罗（葡萄牙語： 葡萄牙語發音：[ɐ̃ˈtɔniu mɐnuˈɛl mɐʃkɐˈɾeɲɐʒ ˈɡomɨʒ mõˈtejɾu]，1944年2月16日—2016年9月16日），維德角前總統（1991年－2001年）。

## 早年生活
蒙特罗在比利時完成大學學業，畢業於法语鲁汶天主教大学。他曾在魯汶的公法中心工作，直到1977年遷家回維德角。